# Морж Джонни
Johnny the Walrus (дословно — «Морж Джонни») — детская книжка с картинками, написанная американским консервативным политическим обозревателем Мэттом Уолшем. Он аллегорически сравнивает трансгендерность с притворством моржом через историю ребёнка по имени Джонни. Произведение было опубликовано издательством DW Books, подразделением The Daily Wire.

## Описание
Джонни — маленький мальчик, который любит воображать себя себя моржом. Он использует ложки вместо бивней и наслаждается этой ролью. Однажды люди из Интернета узнали о его увлечении и поставили его перед выбором: быть мальчиком или моржом. Они не оставили ему возможности изменить своё решение. И также настаивали, чтобы мама кормила Джонни червями и водила его к врачу с пилой, который предлагал сделать ему плавники вместо рук и ног.

## Критика
Johnny the Walrus стала самой продаваемой книгой на Amazon в категории «ЛГБТК+». 10 декабря 2021 года Amazon категория получила новое название «Политические и социальные комментарии». Уолш назвал изменение категории «бессовестной атакой на права геев и ужасающим примером гомофобии и уничтожения геев». Ранее организация по мониторингу ЛГБТ-медиа ГЛААД призвала Amazon удалить книгу из категории ЛГБТК+. В тот же день компания Target удалила книгу из своего книжного интернет-магазина.
Ведущий Fox News Такер Карлсон назвал книгу «весёлой». Консервативный новостной сайт TheBlaze назвал книгу «попыткой дать отпор радикальной гендерной идеологии, которая бросает вызов биологической реальности». Комик Эндрю Дойл похвалил книгу за то, что она высмеивает «воспитание молодёжи». Новостной ЛГБТ-сайт PinkNews назвал книгу «ненавистной» и «трансфобной». LGBTQ Nation назвал книгу «антитрансгендерной» и заявил, что книга высмеивает трансгендерную молодёжь.
В марте 2022 года группа под названием No Hate at Amazon распространила петицию с требованием, чтобы Amazon прекратила продажу таких книг, как Johnny the Walrus и Irreversible Damage, и создала наблюдательный совет, который позволил бы сотрудникам определять контент, продаваемый на Amazon. Как минимум 500 человек подписали петицию, которая была представлена руководству Amazon летом 2021 года. Представитель The Daily Wire похвалил Amazon за «отклонение требований её воук-сотрудниками» и сказал, что было продано «почти 100 000 копий» книги (по состоянию на июнь 2022 года).